# Ulica Baletowa w Warszawie
Ulica Baletowa – ulica w warszawskiej dzielnicy Ursynów.

## Położenie i charakterystyka
Ulica biegnie w warszawskiej dzielnicy Ursynów od skrzyżowania z ulicą Puławską do granicy miasta. Na całej długości ma status drogi powiatowej (nr 5602W). Stanowi granicę pomiędzy obszarami Miejskiego Systemu Informacji Pyry i Dąbrówka, a także pomiędzy Jeziorkami Północnymi a Jeziorkami Południowymi. Jej dominujący kierunek od ul. Puławskiej to północny zachód.
Nazwa ulicy pochodzi od baletu – podobnie jak duża część ulic w tej części miasta odchodzących na zachód od Puławskiej, których nazwy pochodzą od tańców. Nazwa została nadana w 1960 roku decyzją Przewodniczącego Prezydium Rady Narodowej m.st. Warszawy. Przebieg drogi w miejscu późniejszej ulicy zaznaczony został na mapach z 1911 roku.
Długość ulicy wynosi około 3,05 km. Na swoim biegu przecina linie kolejowe nr 8 i nr 937, na których zlokalizowano przystanek Warszawa Dawidy. Przebiega także wiaduktem pod drogą ekspresową S7. Za granicą miasta, w Dawidach, przechodzi w ulicę Warszawską.
Przy ulicy Baletowej znajdują się m.in. pod numerem 14 wybudowany w 1998 roku, uhonorowany Nagrodą Roku SARP biurowiec Arcon Industrial Service Corporation projektu Stefana Kuryłowicza, Pawła Grodzickiego i Jacka Syropolskiego, a także pod adresem Puławska 464 wybudowany w 2020 roku kompleks biurowców Baletowa Business Park projektu pracowni Stratos Gafos zlokalizowany nad brzegami Głębokiego Stawu. Pod numerami 80, 130 i 170 znajdują się budynki wpisane do gminnej ewidencji zabytków m.st. Warszawy.